# Mina d'aigua de la Querola
La Mina d'aigua de la Querola és una obra de Ripoll (Ripollès) protegida com a Bé Cultural d'Interès Local.

## Descripció
Mina d'aigua situada al fons d'una trinxera excavada al terreny del Mas la Querola. S'hi accedeix mitjançant una obertura orientada a l'oest, que condueix a un túnel d'uns 5 m de llargada, que s'eixampla a mesura que s'endinsa. Hi ha un total de 13 graons que baixen al fons. A l'interior, a la banda esquerra hi ha l'espai on es recollia l'aigua. El material constructiu emprat en les parets i en la volta són pedres unides amb morter de cal i fragment de teules.